# Muschampia
Muschampia is een geslacht van vlinders van de familie van de dikkopjes (Hesperiidae). De wetenschappelijke naam en de beschrijving van dit geslacht zijn voor het eerst gepubliceerd in 1906 door James William Tutt.

## Soorten
- Muschampia antonia (Speyer, 1879)
- Muschampia baeticus (Rambur, 1842) - Malrovedikkopje
- Muschampia cribrellum (Eversmann, 1841) - Mozaïekdikkopje
- Muschampia dravira Moore, 1875
- Muschampia flocciferus (Zeller, 1847) - Pluimdikkopje
- Muschampia gigas (Bremer, 1864)
- Muschampia kuenlunus (Grum-Grshimailo, 1893)
- Muschampia lavatherae (Esper, 1783) - Andoorndikkopje
- Muschampia leuzeae (Oberthür, 1881)
- Muschampia lutulentus (Grum-Grshimailo, 1887)
- Muschampia mohammed (Oberthür, 1887)
- Muschampia musta Evans, 1949
- Muschampia nobilis (Staudinger, 1882)
- Muschampia nomas (Lederer, 1855)
- Muschampia orientalis (Reverdin, 1913) - Oostelijk andoorndikkopje
- Muschampia plurimacula (Christoph, 1893)
- Muschampia poggei (Lederer, 1858)
- Muschampia prometheus (Grum-Grshimailo, 1890)
- Muschampia proteides (F. Wagner, 1929)
- Muschampia proteus (Staudinger, 1886)
- Muschampia protheon (Rambur, 1858)
- Muschampia proto (Ochsenheimer, 1808) - Klein brandkruiddikkopje
- Muschampia stauderi (Reverdin, 1913) - Woestijndikkopje
- Muschampia staudingeri (Speyer, 1879)
- Muschampia tersa Evans, 1949
- Muschampia tessellum (Hübner, 1803) - Groot brandkruiddikkopje